# World Music Awards
World Music Awards (în traducere din engleză: Premiile Muzicale Mondiale) este un eveniment ce se desfășoară anual începând cu anul 1989, care premiază cei mai buni artiști din industria muzicală din întreaga lumea. Acest spectacol se desfășoară sub patronajul Prințului Albert de Monaco.

## Ceremonii
| Ab   | Oraș                    | Locație                       |
| ---- | ----------------------- | ----------------------------- |
| 1989 | Monte Carlo, Monaco     | Salle des Etoiles             |
| 1990 | Monte Carlo, Monaco     | Salle des Etoiles             |
| 1991 | Monte Carlo, Monaco     | Salle des Etoiles             |
| 1992 | Monte Carlo, Monaco     | Salle des Etoiles             |
| 1993 | Monte Carlo, Monaco     | Salle des Etoiles             |
| 1994 | Monte Carlo, Monaco     | Salle des Etoiles             |
| 1995 | Monte Carlo, Monaco     | Salle des Etoiles             |
| 1996 | Monte Carlo, Monaco     | Salle des Etoiles             |
| 1997 | Monte Carlo, Monaco     | Salle des Etoiles             |
| 1998 | Monte Carlo, Monaco     | Salle des Etoiles             |
| 1999 | Monte Carlo, Monaco     | Salle des Etoiles             |
| 2000 | Monte Carlo, Monaco     | Salle des Etoiles             |
| 2001 | Monte Carlo, Monaco     | Salle des Etoiles             |
| 2002 | Monte Carlo, Monaco     | Salle des Etoiles             |
| 2003 | Monte Carlo, Monaco     | Salle des Etoiles             |
| 2004 | Las Vegas, SUA          | Thomas & Mack Center          |
| 2005 | Los Angeles, SUA        | Kodak Theatre                 |
| 2006 | London, England         | Earls Court Exhibition Centre |
| 2007 | Monte Carlo, Monaco     | Salle des Etoiles             |
| 2008 | Monte Carlo, Monaco     | Salle des Etoiles             |
| 2009 | Ceremonia nu a avut loc | Ceremonia nu a avut loc       |
| 2010 | Monte Carlo, Monaco     | Salle des Etoiles             |
| 2011 | Ceremonia nu a avut loc | Ceremonia nu a avut loc       |
| 2012 | Ceremonia nu a avut loc | Ceremonia nu a avut loc       |
| 2013 | Ceremonia nu a avut loc | Ceremonia nu a avut loc       |
| 2014 | Monte Carlo, Monaco     | Salle des Etoiles             |
| 2015 | Se va anunța            |                               |

### Legend Awards
Câștigători ai premiului Legend Award:
| - Amr Diab - Bee Gees - Tony Bennett - George Benson - David Bowie - Mariah Carey - Ray Charles - Cher - Clive Davis - Chris de Burgh - Deep Purple - Anastacia - Celine Dion - Plácido Domingo - Cliff Richard | - Lionel Richie - Elton John - Whitney Houston - Janet Jackson - Michael Jackson - Diana Ross - Sakis Rouvas - Stevie Wonder - Tina Turner - Ricky Martin - Prince - L.A. Reid - Luciano Pavarotti | - Chaka Khan - Barry White - Carlos Santana - Status Quo - Rod Stewart - INXS - Beyoncé - Julio Iglesias - Patti LaBelle - Jennifer Lopez - Gloria Gaynor - Flo Rida |

### Diamond Award
Diamond World Music Award a fost creat în 2001 pentru a premia artiștii cu vânzări de peste 100 de milioane de înregistrări pe durata carierei lor. Șase artiști au primit, până în prezent, acest premiu:
- 2001: Rod Stewart
- 2003: Mariah Carey
- 2004: Celine Dion
- 2005: Bon Jovi
- 2006: Michael Jackson
- 2008: The Beatles